# 福島県道163号富岡停車場線
福島県道163号富岡停車場線（ふくしまけんどう163ごう とみおかていしゃじょうせん）は、福島県双葉郡富岡町内にある一般県道である。

## 概要
- 起点：福島県双葉郡富岡町仏浜字釜田（JR常磐線 富岡駅前）
- 終点：福島県双葉郡富岡町小浜字中央
- 総延長：829 m[1]
  - 実延長：総延長に同じ
- 路線認定年月日：1959年8月31日[2]

## 通過する自治体
- 福島県
  - 双葉郡富岡町

## 接続・交差する路線
- 国道6号・福島県道112号富岡大越線（小浜字中央〈月ノ下交差点〉終点）

## 沿線
- JR常磐線 富岡駅
- 富岡町立富岡中学校
- 富岡町立富岡小学校